# 酚酸
酚酸（phenolic acids）或酚酸类，又称酚羧酸（phenolcarboxylic acids），是一类含有酚环的有机酸。
具体包括
- 单羟基苯甲酸（水楊酸（邻羟基苯甲酸）、间羟基苯甲酸、对羟基苯甲酸）及其形成的酯，如对羟基苯甲酸酯：对羟基苯甲酸甲酯、对羟基苯甲酸乙酯等
- 二羟基苯甲酸（龙胆酸、原儿茶酸、香草酸）
- 三羟基苯甲酸（没食子酸、间苯三酚羧酸）。三羟基苯甲酸（特别是没食子酸）是可水解鞣质的组分之一。

酚酸存在于许多植物中。其干果的含量较高。